# 지식-태도-실천 모형
지식-태도-실천 모형(Knowledge-Attitude-Practice model, KAP model)은 건강행태를 설명하기 위해서 제안된 모형의 한 가지로, 주로 설문조사를 이용하여 평가된다. KAP 모델을 활용한 설문조사는 1950년대에 인구집단과 가족계획을 연관시킨 연구들에서 최초로 사용되었다. KAP 모형은 습득된 지식이 실제 태도의 변화와 나아가 행동의 변화까지 이루어낸다는 개념에 기반하고 있다. 그러나 이러한 지식-태도-실천으로 이어지는 단방향성의 흐름은 실제 인간의 행동과 일치하지 않는 부분이 많아 이 세 가지 항목이 서로 상호작용을 하여 인간의 행동에 영향을 미친다는 형태의 설명이 받아들여지고 있다.
KAP 모형에서 K는 지식(knowledge), A는 태도(attitude), P는 실천(practice)을 각각 의미한다. 여기서 지식의 의미는 단순히 아는 것을 넘어서 정보 및 기술의 획득과 그것의 유지 및 사용을 포괄적으로 일컫는 말이다. 태도는 각 개인이 가진 후천적인 요소로, 인지, 정동, 감각, 행동 경향성 등을 모두 포함한다. 실천은 지식과 규칙을 적용하여 최종적인 행동으로 나타내는 것을 의미한다. KAP 모형은 인구집단 간의 지식격차, 문화적 신념, 행동 패턴 등을 분석하는데 효과적으로 쓰일 수 있다. 또한 KAP 모형을 적용한 설문은 시행하기도 쉽고, 양적 연구도 가능하며, 결과 해석도 어렵지 않다. 특히 설문조사 및 구조화된 면접을 통하여 개인의 경험과 의견, 행동양식을 파악하기 용이하다.

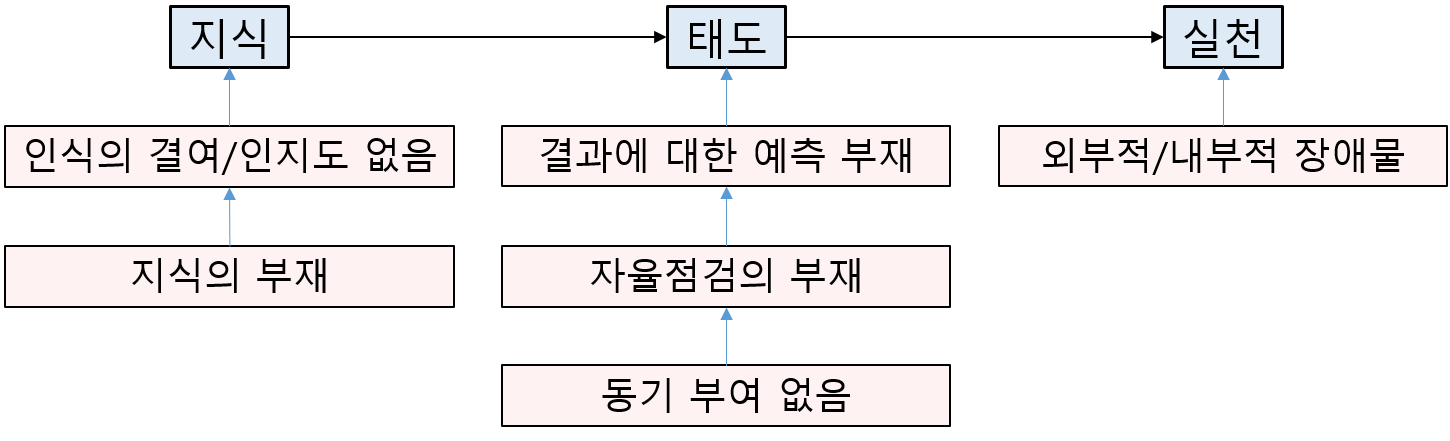
지식-태도-실천 모형의 예시

## 같이 보기
- 건강신념모형
- 설문조사
- 질적연구